# Sollevamento pesi ai Giochi della XXXI Olimpiade - 58 kg femminile
Le gare di sollevamento pesi della categoria fino a 58 kg femminile dei giochi olimpici di Rio de Janeiro 2016 si svolgeranno l'8 agosto 2016 presso il padiglione 2 del Riocentro.

## Programma
| Data          | Ora (BRT/UTC-3) | Turno    |
| ------------- | --------------- | -------- |
| 8 agosto 2016 | 12:30           | Gruppo B |
| 8 agosto 2016 | 15:30           | Gruppo A |

## Record
Prima della competizione, i record olimpici e mondiali erano i seguenti:
| Record mondiale | Strappo | Boyanka Kostova Azerbaigian | 112 kg | 23 novembre 2015 Houston, Stati Uniti |
| Record mondiale | Slancio | Qiu Hongmei Cina            | 141 kg | 23 aprile 2007 Tai'an, Cina           |
| Record mondiale | Totale  | Boyanka Kostova Azerbaigian | 252 kg | 23 novembre 2015 Houston, Stati Uniti |
| Record olimpico | Strappo | Li Xueying Cina             | 108 kg | 30 luglio 2012 Londra, Regno Unito    |
| Record olimpico | Slancio | Chen Yanqing Cina           | 138 kg | 30 luglio 2012 Pechino, Cina          |
| Record olimpico | Totale  | Li Xueying Cina             | 246 kg | 30 luglio 2012 Londra, Regno Unito    |

## Risultati
| Pos. | Atleta             | Gruppo | Strappo (kg) | Strappo (kg) | Strappo (kg) | Strappo (kg) | Slancio (kg) | Slancio (kg) | Slancio (kg) | Slancio (kg) | Totale |
| Pos. | Atleta             | Gruppo | 1            | 2            | 3            | Risultato    | 1            | 2            | 3            | Risultato    | Totale |
| ---- | ------------------ | ------ | ------------ | ------------ | ------------ | ------------ | ------------ | ------------ | ------------ | ------------ | ------ |
|      | Sukanya Srisurat   | A      | 105          | 108          | 110          | 110          | 127          | 130          | 132          | 130          | 240    |
|      | Pimsiri Sirikaew   | A      | 98           | 100          | 102          | 102          | 128          | 130          | —            | 130          | 232    |
|      | Kuo Hsing-chun     | A      | 102          | 105          | 105          | 102          | 129          | 129          | 139          | 129          | 231    |
| 4    | Alexandra Escobar  | A      | 97           | 100          | 102          | 100          | 118          | 121          | 123          | 123          | 223    |
| 5    | Mikiko Andō        | A      | 90           | 93           | 94           | 94           | 120          | 124          | 126          | 124          | 218    |
| 6    | Yuderqui Contreras | A      | 96           | 100          | 102          | 100          | 117          | 121          | 122          | 117          | 217    |
| 7    | Lina Rivas         | A      | 96           | 100          | 100          | 96           | 116          | 120          | 122          | 120          | 216    |
| 8    | Patricia Domínguez | A      | 91           | 94           | 96           | 96           | 115          | 118          | 119          | 115          | 211    |
| 9    | Yusleidy Figueroa  | A      | 85           | 89           | 89           | 85           | 110          | 116          | —            | 116          | 201    |
| 10   | Sabine Kusterer    | B      | 87           | 89           | 90           | 90           | 108          | 110          | 110          | 110          | 200    |
| 11   | Mathlynn Sasser    | B      | 82           | 84           | 87           | 87           | 100          | 112          | 112          | 112          | 199    |
| 12   | Angelica Roos      | B      | 84           | 87           | 87           | 84           | 107          | 110          | 112          | 110          | 194    |
| 13   | Veronika Ivasyuk   | B      | 87           | 87           | 90           | 90           | 98           | 103          | 107          | 103          | 193    |
| 14   | Tia-Clair Toomey   | B      | 78           | 82           | 82           | 82           | 103          | 107          | 112          | 107          | 189    |
| 15   | Jenly Tegu Wini    | B      | 80           | 84           | 87           | 84           | 100          | 104          | 109          | 104          | 188    |
| 16   | Ayesha Al Balooshi | B      | 67           | 70           | 72           | 72           | 86           | 90           | 94           | 90           | 162    |